# Beta3 Tucanae
Título a ser usado para criar uma ligação interna é Beta3 Tucanae.
Beta3 Tucanae (54 Tucanae) é uma estrela na direção da constelação de Tucana. Possui uma ascensão reta de 00h 32m 43.79s e uma declinação de −63° 01′ 53.0″. Sua magnitude aparente é igual a 5.07. Considerando sua distância de 151 anos-luz em relação à Terra, sua magnitude absoluta é igual a 1.73. Pertence à classe espectral A0V.